# (1687) Glarona
(1687) Glarona ist ein Asteroid des Hauptgürtels, der am 19. September 1965 vom Schweizer Astronomen Paul Wild, vom Observatorium Zimmerwald der Universität Bern aus, entdeckt wurde.
Der Name des Asteroiden leitet sich vom Heimatort des Entdeckers Glarus ab.